# أوقستي ألبرت
أوقستي ألبرت (بالفرنسية: Auguste Albert)‏ هو ربان ‏ فرنسي، (و. 1859 – 1915 م).

## وصلات خارجية
- أوقستي ألبرت على موقع اللجنة الأولمبية الدولية (الإنجليزية)
- أوقستي ألبرت على موقع أوليمبيديا (الإنجليزية)